# Allen Iverson
Allen Ezail Iverson (Hampton, 7 giugno 1975) è un ex cestista statunitense. Soprannominato The Answer o più semplicemente con le iniziali A.I., viene considerato una delle migliori guardie di tutti i tempi, nonché una delle figure più iconiche e influenti della storia della NBA.
Selezionato con la prima scelta assoluta al draft NBA 1996 dai Philadelphia 76ers, è diventato una leggenda della franchigia  – migliore per punti segnati e minuti giocati dietro al solo Hal Greer – e il suo numero 3 è stato ritirato il 1º marzo 2014. Nell'arco di dieci stagioni in maglia Sixers ha vinto il premio di matricola dell'anno (1996-1997), il premio di MVP (2000-2001) e quattro titoli di miglior marcatore stagionale, senza però mai arrivare a conquistare il titolo NBA. Considerando anche le esperienze a Denver, Detroit e Memphis, conta 11 selezioni all'All-Star Game, di cui è stato nominato MVP in due occasioni (2001 e 2005). Dal 2016 fa parte del Naismith Basketball Hall of Fame e nel 2021 è stato inserito nella lista dei 75 migliori giocatori di sempre stilata dalla NBA.

## Caratteristiche tecniche
Alto 183 cm, è diventato il giocatore più basso ad essere selezionato con la prima scelta assoluta ad un draft NBA, soprattutto in uno dei draft più ricchi della storia NBA con, oltre a A.I., anche Kobe Bryant, Steve Nash e Ray Allen. Veloce e dotato di grande agilità, Iverson era quasi impossibile da fermare nell'uno contro uno. È stato uno dei più grandi realizzatori di ogni epoca: in cinque stagioni ha superato la media di 30 punti a partita e per quattro stagioni è stato top scorer della Lega.

## Carriera

### High school
Iverson si iscrisse alla high school, con la quale vinse, durante il suo ultimo anno, sia il campionato di basket che quello di football, venendo addirittura eletto miglior quarterback della Virginia.

### L'arresto e la detenzione
Il 14 febbraio 1993 Iverson e molti dei suoi amici vennero coinvolti in un alterco con diversi clienti in una pista da bowling a Hampton, Virginia: si scatenò una gigantesca rissa che contrappose bianchi e neri. Nel parapiglia generale Iverson venne accusato di aver colpito con una sedia una donna alla testa e così lui e tre suoi amici furono le uniche persone arrestate. Iverson, all'epoca diciassettenne, fu condannato a una pena detentiva di 15 anni.
Dopo aver trascorso quattro mesi a Newport News City Farm, una funzione correttiva a Newport News, gli fu concessa la grazia dal governatore della Virginia Douglas Wilder, e la Corte d'Appello della Virginia ribaltò l'iniziale verdetto per insufficienza di prove.
Questo incidente e il suo impatto sulla comunità vengono descritti nel documentario No Crossover: il Processo di Allen Iverson. Sul suo periodo di detenzione Iverson dichiarò "Ho dovuto sfruttare l'esperienza del carcere come qualcosa di positivo. Andare in prigione e mostrare delle debolezze fa sì che tutti gli altri ti prendano di mira. Non ho mai mostrato alcuna debolezza. Ho continuato ad essere forte fino a quando non sono uscito".

### Il college
Al momento del passaggio all'Università, molti allenatori di college, seppur ammaliati dal suo straordinario talento, nutrivano dei dubbi sul carattere del ragazzo, soprattutto in seguito al clamore suscitato dal periodo di detenzione. Grazie all'aiuto della madre, che pregò l'allenatore John Thompson di ammettere suo figlio all'Università giurando sulla buona condotta dello stesso, Allen si iscrisse alla prestigiosa Università di Georgetown, dove risultò primo nello Stato nella classifica di palle rubate e finì tra i migliori cinque marcatori. Dopo due anni di college, Iverson lasciò Georgetown, decidendo di dichiararsi eleggibile per il Draft NBA.

### NBA

#### Philadelphia 76ers (1996-2006)
Iverson fu la prima scelta al draft NBA 1996, chiamato dai Philadelphia 76ers, squadra in cui ha giocato per ben undici stagioni (fino a metà stagione 2006-07, quando è stato ceduto ai Denver Nuggets). Inizialmente ha ricoperto il ruolo di playmaker, data la sua altezza non troppo elevata, ma con l'arrivo di coach Larry Brown è passato al ruolo di guardia tiratrice, dando libero sfogo alle sue doti realizzative basate soprattutto sulla sua capacità di penetrare e di assorbire i contatti anche di giocatori molto più alti di lui.
È stato nominato MVP del campionato NBA 2000-01, e in quell'anno è arrivato alle finali NBA, perse per 4-1 contro i Los Angeles Lakers di Kobe Bryant e Shaquille O'Neal guidati in panchina da Phil Jackson. Sempre nella stessa stagione è stato scelto come MVP nell'All-Star Game. Ha vinto inoltre il premio come miglior rookie nella stagione 1996-97 e il titolo di Top Scorer quattro volte, l'ultima nel 2005 dove concluse la stagione con 33,3 punti di media.
Successivamente è tornato a ricoprire, almeno in parte, il ruolo di playmaker. Nonostante ciò, le sue prestazioni realizzative non sono calate, dato che anche nella stagione 2005-06 si è assestato su medie realizzative superiori ai 30 punti di media. Nella stagione 2004-05 è stato ancora MVP dell'All-Star Game e, per la quarta volta, miglior marcatore del campionato.

#### Denver Nuggets (2006-2008)

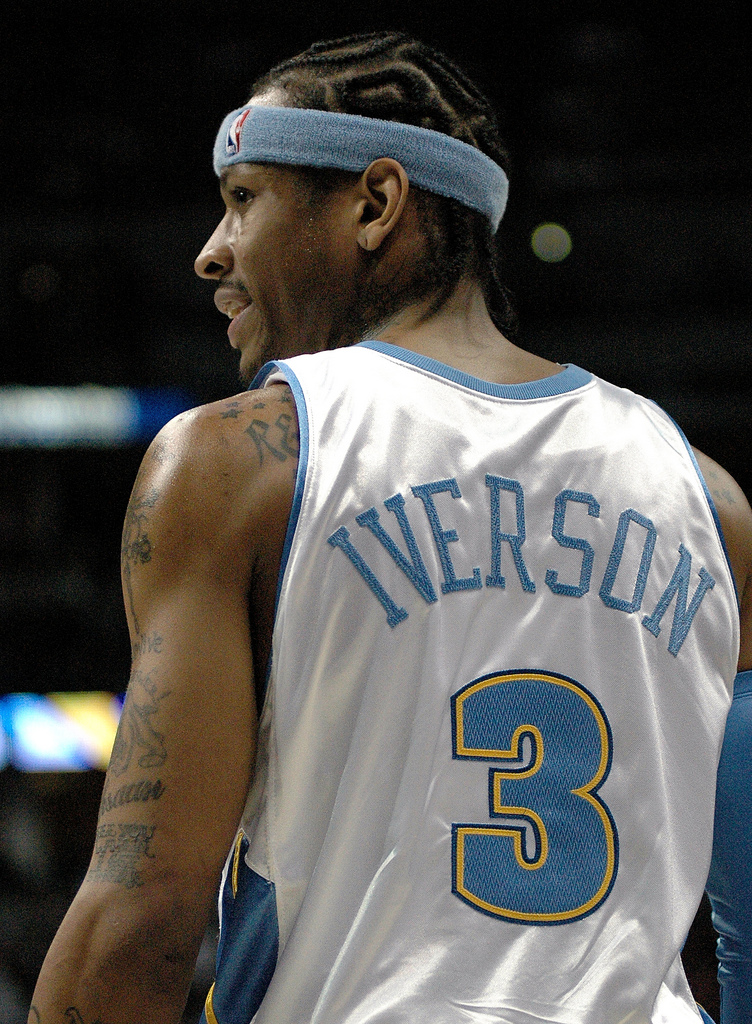
Iverson veste il suo iconico numero 3 ai Denver Nuggets

Nel corso della stagione 2006-07 è stato ceduto ai Denver Nuggets, in cambio di Andre Miller, Joe Smith e due prime scelte future; nella compagine del Colorado ha disputato due stagioni, durante le quali si qualifica ai play-off, venendo però in ambedue i casi eliminato al primo turno.

#### Detroit Pistons (2008-2009)
Il 3 novembre 2008 Iverson passa ai Detroit Pistons. In Colorado approdano Chauncey Billups, Antonio McDyess ed il giovane Cheikh Samb. Dopo aver indossato la maglia numero 3 per tutta la carriera, ai Pistons Iverson porta la casacca numero 1. Nonostante Rodney Stuckey, giocatore che allora portava il numero 3, avesse dichiarato di essere disposto a cedere il proprio numero di maglia al nuovo compagno, le regole NBA vietano cambi di numero a stagione in corso senza preventiva autorizzazione.

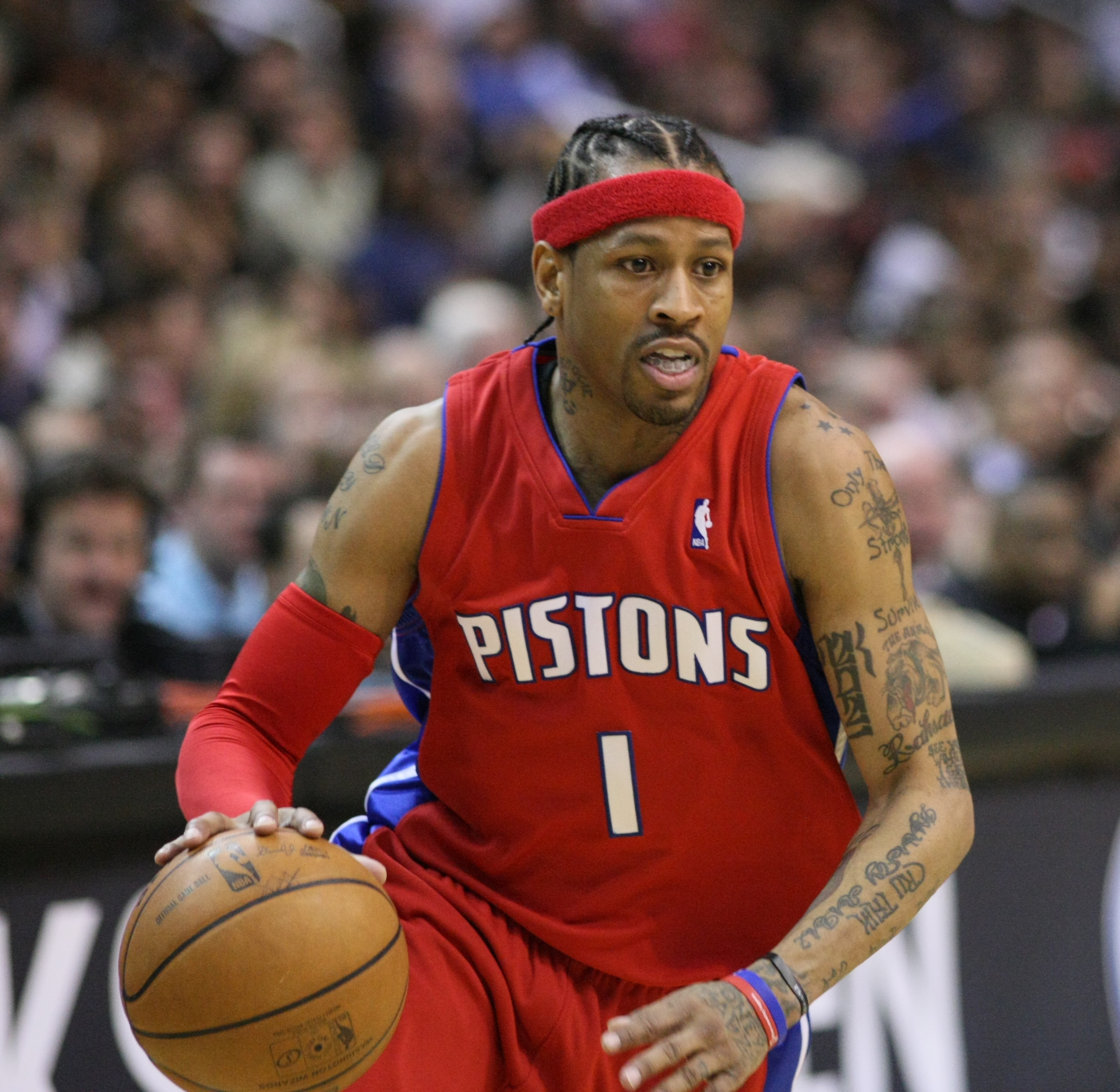
Iverson in maglia Pistons con il numero 1

Proprio in seguito alle ottime prestazioni in regia fornite dal playmaker Stuckey, Iverson è tornato a ricoprire il ruolo che aveva avuto a Philadelphia, quello di guardia tiratrice. Complici una serie di problemi alla schiena (questa perlomeno è la motivazione ufficiale), nel finale di regular season è stato prima escluso dal quintetto base in favore del compagno Rip Hamilton e poi costretto a terminare in anticipo l'annata, proprio in vista dei play-off. A livello di cifre, la stagione 2008-09 è stata la sua peggiore in carriera, soprattutto dal punto di vista realizzativo: la sua media punti è scesa dai 26,4 dell'anno precedente a 17,5.

#### Memphis Grizzlies (2009)
Il 9 settembre 2009, dopo essere diventato unrestricted free agent al termine del suo contratto annuale con la franchigia di Detroit, Iverson firma un contratto da 3,5 milioni di dollari, anch'esso di un anno, con i Memphis Grizzlies, chiedendo la garanzia di avere un posto da titolare. Un lieve infortunio al polpaccio lo costringe a saltare la preseason e la prima di campionato contro la sua ex-squadra, Detroit. Dopodiché gioca tre partite, tutte partendo dalla panchina. Il giocatore esprime il proprio fastidio per la situazione e il 7 novembre 2009 si assenta dalla squadra per "motivi personali" senza più fare ritorno. Il 16 novembre i Grizzlies annunciano la rescissione consensuale del contratto di Iverson, che verrà ufficializzata il giorno successivo.
Il 26 novembre annuncia ai propri tifosi l'intenzione di ritirarsi dall'attività agonistica, pur sentendosi ancora in grado di competere ad alto livello. Dopo le voci di un ripensamento del giocatore e l'interesse (poi smentito ufficialmente) da parte dei New York Knicks, Iverson si è incontrato con la dirigenza della sua squadra storica, i Philadelphia 76ers, per discutere di un possibile ritorno ai Sixers.

#### Philadelphia 76ers (2009-2010)
Il 2 dicembre 2009 annuncia il suo ritorno sul parquet con la casacca dei Philadelphia 76ers. La sorte ha voluto mettergli subito di fronte due delle sue ex-squadre: il 7 dicembre ha riabbracciato i tifosi di Philadelphia nella partita casalinga contro i Denver Nuggets, mettendo a segno 11 punti e 4 assist. Mercoledì 9 dicembre gioca contro i Detroit Pistons, segnando altri 11 punti e 3 assist. Entrambe le partite, però, si sono concluse con una sconfitta.

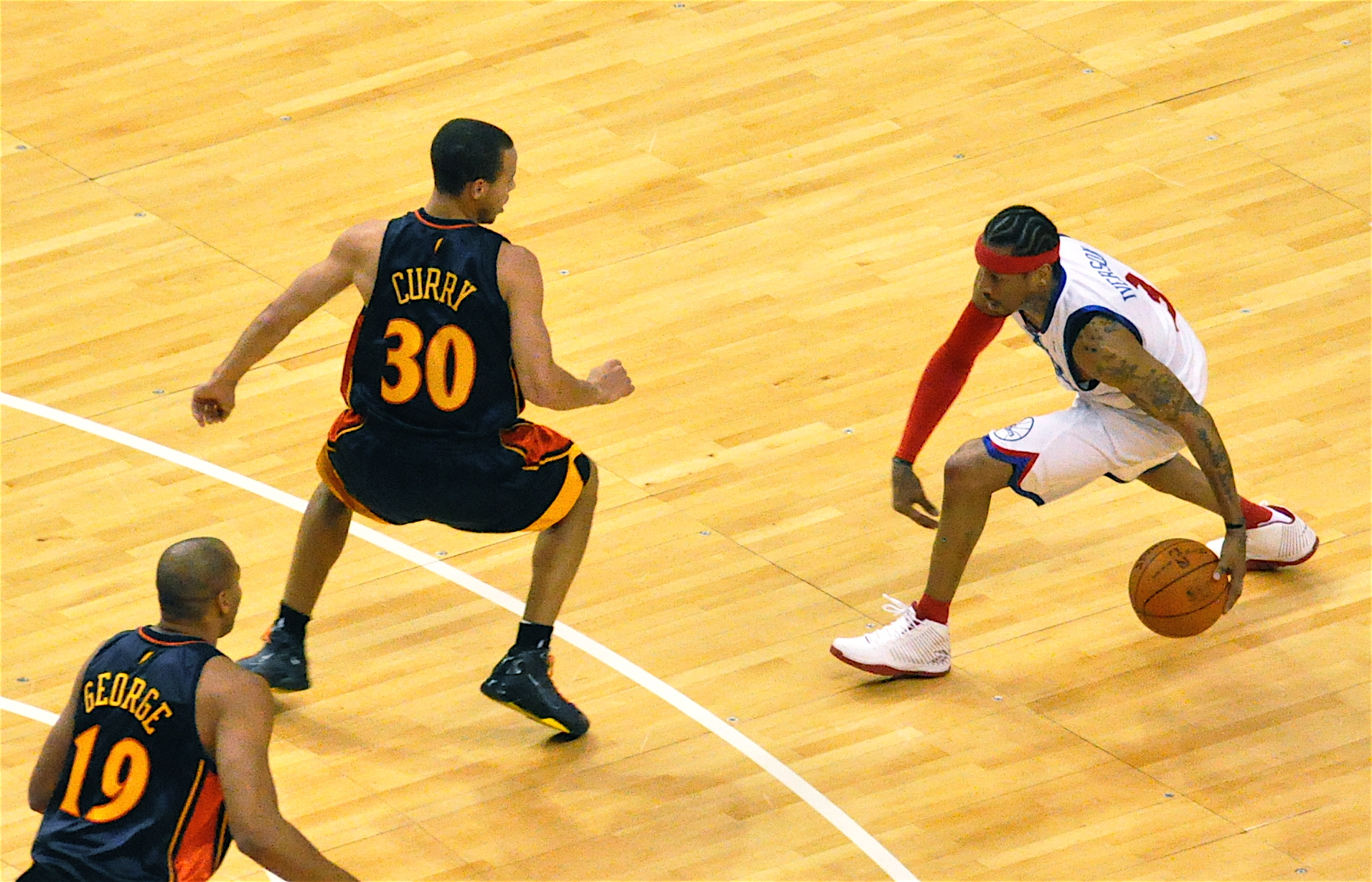
Iverson affronta Stephen Curry nel 2009

Nel corso della stagione, Iverson è costretto a saltare molte partite (e anche l'All-Star Game), prima per problemi di artrite al ginocchio sinistro e poi per stare vicino alla figlia malata. Allen, non potendo concentrarsi sul basket e sentendosi una distrazione per la squadra, decide di comune accordo con la società di terminare in anticipo la stagione. Chiude con 13,9 punti e 4,1 assist di media a partita.
Nell'arco di quattordici stagioni disputate in NBA dal 1996 al 2010, ha giocato 961 partite, segnato 25.799 punti per una media di 26,84 punti/partita.

### L'approdo in Europa, l'infortunio e il ritiro

#### Beşiktaş (2010-2011)
Il 29 ottobre 2010 il club turco del Beşiktaş annuncia, attraverso il proprio sito ufficiale, l'ingaggio del giocatore nato in Virginia. L'accordo ha validità sino al giugno del 2012. Intorno al mese di gennaio, però, dopo numerosi esami gli viene diagnosticata una calcificazione alla gamba che lo costringe al riposo fino a maggio. Il 21 agosto 2013 decide di chiudere definitivamente la sua carriera professionistica e il 30 ottobre dello stesso anno annuncia ufficialmente il suo ritiro. La sua maglia n. 3 è stata ritirata dai 76ers il 1º marzo 2014.

### Nazionale
È stato il capitano della Nazionale USA alle Olimpiadi di Atene 2004, con la quale ha vinto la medaglia di bronzo.

## Statistiche
| * | Primo nella lega |

### NCAA
| Anno      | Squadra          | PG | PT | MP   | TC%  | 3P%  | TL%  | RP  | AP  | PRP | SP  | PP   |
| --------- | ---------------- | -- | -- | ---- | ---- | ---- | ---- | --- | --- | --- | --- | ---- |
| 1994-1995 | Georgetown Hoyas | 30 | -  | 32,2 | 39,0 | 23,2 | 68,8 | 3,3 | 4,5 | 3,0 | 0,2 | 20,4 |
| 1995-1996 | Georgetown Hoyas | 37 | -  | 32,8 | 48,0 | 36,6 | 67,8 | 3,8 | 4,7 | 3,4 | 0,4 | 25,0 |
| Carriera  | Carriera         | 67 | -  | 32,5 | 44,0 | 31,4 | 68,3 | 3,6 | 4,6 | 3,2 | 0,3 | 23,0 |

### NBA

#### Regular season
| Anno      | Squadra            | PG  | PT  | MP    | TC%  | 3P%   | TL%  | RP  | AP  | PRP  | SP  | PP    |
| --------- | ------------------ | --- | --- | ----- | ---- | ----- | ---- | --- | --- | ---- | --- | ----- |
| 1996-1997 | Philadelphia 76ers | 76  | 74  | 40,1  | 41,8 | 34,1  | 70,2 | 4,1 | 7,5 | 2,1  | 0,3 | 23,5  |
| 1997-1998 | Philadelphia 76ers | 80  | 80  | 39,4  | 46,1 | 29,8  | 72,9 | 3,7 | 6,2 | 2,2  | 0,3 | 22,0  |
| 1998-1999 | Philadelphia 76ers | 48  | 48  | 41,5* | 41,2 | 29,1  | 75,1 | 4,9 | 4,6 | 2,3  | 0,1 | 26,8* |
| 1999-2000 | Philadelphia 76ers | 70  | 70  | 40,8  | 42,1 | 34,1  | 71,3 | 3,8 | 4,7 | 2,1  | 0,1 | 28,4  |
| 2000-2001 | Philadelphia 76ers | 71  | 71  | 42,0  | 42,0 | 32,0  | 81,4 | 3,8 | 4,6 | 2,5* | 0,3 | 31,1* |
| 2001-2002 | Philadelphia 76ers | 60  | 59  | 43,7* | 39,8 | 29,1  | 81,2 | 4,5 | 5,5 | 2,8* | 0,2 | 31,4* |
| 2002-2003 | Philadelphia 76ers | 82  | 82  | 42,5* | 41,4 | 27,7  | 77,4 | 4,2 | 5,5 | 2,7* | 0,2 | 27,6  |
| 2003-2004 | Philadelphia 76ers | 48  | 47  | 42,5* | 38,7 | 28,6  | 74,5 | 3,7 | 6,8 | 2,4  | 0,1 | 26,4  |
| 2004-2005 | Philadelphia 76ers | 75  | 75  | 42,3  | 42,4 | 30,8  | 83,5 | 4,0 | 7,9 | 2,4  | 0,1 | 30,7* |
| 2005-2006 | Philadelphia 76ers | 72  | 72  | 43,1* | 44,7 | 32,3  | 81,4 | 3,2 | 7,4 | 1,9  | 0,1 | 33,0  |
| 2006-2007 | Philadelphia 76ers | 15  | 15  | 42,7* | 41,3 | 22,6  | 88,5 | 2,7 | 7,3 | 2,2  | 0,1 | 31,2  |
| 2006-2007 | Denver Nuggets     | 50  | 49  | 42,4* | 45,4 | 34,7  | 75,9 | 3,0 | 7,2 | 1,8  | 0,2 | 24,8  |
| 2007-2008 | Denver Nuggets     | 82  | 82  | 41,8* | 45,8 | 34,5  | 80,9 | 3,0 | 7,1 | 2,0  | 0,1 | 26,4  |
| 2008-2009 | Denver Nuggets     | 3   | 3   | 41,0  | 45,0 | 65,0  | 72,0 | 2,7 | 6,7 | 0,1  | 0,3 | 18,7  |
| 2008-2009 | Detroit Pistons    | 54  | 50  | 36,5  | 41,6 | 28,6  | 78,6 | 3,1 | 4,9 | 1,6  | 0,1 | 17,4  |
| 2009-2010 | Memphis Grizzlies  | 3   | 0   | 22,3  | 57,7 | 100,0 | 50,0 | 1,3 | 3,7 | 0,3  | 0,0 | 12,3  |
| 2009-2010 | Philadelphia 76ers | 25  | 24  | 31,9  | 41,7 | 33,3  | 82,4 | 3,0 | 4,1 | 0,7  | 0,1 | 13,9  |
| Carriera  | Carriera           | 914 | 901 | 41,1  | 42,5 | 31,3  | 78,0 | 3,7 | 6,2 | 2,2  | 0,2 | 26,7  |
| All-Star  | All-Star           | 9   | 9   | 26,2  | 41,4 | 66,7  | 76,9 | 2,6 | 6,2 | 2,3  | 0,1 | 14,4  |

#### Play-off
| Anno     | Squadra            | PG | PT | MP    | TC%  | 3P%  | TL%  | RP  | AP   | PRP  | SP  | PP    |
| -------- | ------------------ | -- | -- | ----- | ---- | ---- | ---- | --- | ---- | ---- | --- | ----- |
| 1999     | Philadelphia 76ers | 8  | 8  | 44,8* | 41,1 | 28,3 | 71,2 | 4,1 | 4,9  | 2,5* | 0,3 | 28,5* |
| 2000     | Philadelphia 76ers | 10 | 10 | 44,4  | 38,4 | 30,8 | 73,9 | 4,0 | 4,5  | 1,2  | 0,1 | 26,2  |
| 2001     | Philadelphia 76ers | 22 | 22 | 46,2* | 38,9 | 33,8 | 77,4 | 4,7 | 6,1  | 2,4  | 0,3 | 32,9  |
| 2002     | Philadelphia 76ers | 5  | 5  | 41,8  | 38,1 | 33,3 | 81,0 | 3,6 | 4,2  | 2,6  | 0,0 | 30,0  |
| 2003     | Philadelphia 76ers | 12 | 12 | 46,4  | 41,6 | 34,5 | 73,7 | 4,3 | 7,4  | 2,4  | 0,1 | 31,7  |
| 2005     | Philadelphia 76ers | 5  | 5  | 47,6* | 46,8 | 41,4 | 89,7 | 2,2 | 10,0 | 2,0  | 0,4 | 31,2* |
| 2007     | Denver Nuggets     | 5  | 5  | 44,6  | 36,8 | 29,4 | 80,6 | 0,6 | 5,8  | 1,4  | 0,0 | 22,8  |
| 2008     | Denver Nuggets     | 4  | 4  | 39,5  | 43,4 | 21,4 | 69,7 | 3,0 | 4,5  | 1,0  | 0,3 | 24,5  |
| Carriera | Carriera           | 71 | 71 | 45,1  | 40,1 | 32,7 | 76,7 | 3,8 | 6,0  | 2,1  | 0,2 | 29,7  |

#### Massimi in carriera
- Massimo di punti: 60 vs Orlando Magic (12 febbraio 2005)[22]
- Massimo di rimbalzi: 12 vs Los Angeles Lakers (10 giugno 2001)
- Massimo di assist: 16 (3 volte)
- Massimo di palle rubate: 10 vs Orlando Magic (13 maggio 1999)
- Massimo di stoppate: 3 vs Chicago Bulls (17 aprile 1998)
- Massimo di minuti giocati: 57 vs Houston Rockets (20 dicembre 2007)

## Palmarès
- MVP della regular season: 1

2001
- MVP dell'All-Star Game: 2

2001, 2005
- Miglior marcatore della stagione: 4

1998-99, 2000-01, 2001-02, 2004-05
- Leader per palle rubate: 3

2000-01, 2001-02, 2002-03
- Rookie dell'anno: 1

1996-1997
- MVP del Rookie Challenge: 1996
- Prima scelta assoluta al Draft NBA 1996
- Squadre All-NBA: 7

First Team: 1999, 2001, 2005
Second Team: 2000, 2002, 2003
Third Team: 2006
- NBA All-Rookie First Team: 1

1997
- Convocazioni all'All-Star Game: 11

2000, 2001, 2002, 2003, 2004, 2005, 2006, 2007, 2008, 2009, 2010
- NCAA AP All-America First Team: 1

1996
- Record di palle rubate in una gara di play-off: 10, il 13 maggio 1999 contro gli Orlando Magic
- NBPA Basketball Players Award - Game Changer Award
- Trentacinquesimo miglior marcatore di sempre sommando ABA e NBA
- Trentesimo miglior marcatore di sempre NBA
- Quattordicesimo miglior giocatore per palle rubate di sempre NBA
- Ottavo migliore giocatore di sempre per palle rubate a partita NBA in regular season (2,17 palle rubate a partita)
- Inserito nel NBA 75th Anniversary Team

### Nazionale
- Oro ai Campionati Americani FIBA 2003
- Bronzo ai Giochi olimpici di Atene 2004